# Syngonanthus grao-mogolensis
Syngonanthus grao-mogolensis är en gräsväxtart som beskrevs av Silveira. Syngonanthus grao-mogolensis ingår i släktet Syngonanthus och familjen Eriocaulaceae. Inga underarter finns listade i Catalogue of Life.